# Borivoj Dovniković
Borivoj Dovniković - Bordo (Osijek, 12. prosinca 1930. – Zagreb, 8. veljače 2022.) bio je hrvatski filmski redatelj, animator, karikaturist, ilustrator i grafički dizajner.

## Životopis
Borivoj Dovniković rođen je 12. prosinca 1930. godine u Osijeku. U razdoblju Drugog svjetskog rata i postojanja Nezavisne Države Hrvatske s ocem je izbjegao u Srbiju. Nakon srednje škole 1949. u Zagrebu upisuje Akademiju likovnih umjetnosti i paralelno počinje raditi na karikaturi i ilustraciji u zagrebačkim novinama. Već počekom iduće godine napušta Akademiju i posvećuje se u tjedniku "Kerempuh" karikaturi i odmah zatim s grupom karikaturista pokretanju animiranog filma u redakciji. Rezultat prvog umjetničkog animiranog filma "Veliki miting" 1951.g. bio je "Duga film", prvo hrvatsko/jugoslavensko poduzeće za proizvodnju crtanog filma. Pioniri Walter Neugebauer, Vladimir Delač i Borivoj Dovniković Bordo dužni su bili da uvedu u novu granu filma novi pomoćni i animacijski kadar te buduće autore uvedu u tajne umjetnosti animacije (Kristla, Vukotića, Kostelca, Grgića, Jutrišu, Marksa...).
U "Duga filmu" za godinu dana realizirano je pet novih kratkometražnih filmova, među kojima je Bordo prvi put samostalno dizajnirao i animirao vlastiti film "Goool!" Poslije ukidanja "Duga filma" već 1952.g., Bordo se s ostalim kolegama vratio novinama i stripu, koji je burno revitaliziran zajedno s crtanim filmom. Čak i s odsluženja vojnog roka 1953/54. Bordo je slao karikature i stripove u Zagreb. 1957. pridružio se novoosnovanom Studiju za crtani film "Zagreb filma", u kojem su se okupili suradnici i autori  "Duga filma", a zatim i mnoga nova, buduća velika imena zagrebačke animacije - Bourek, Mimica, Vunak, Kostanjšek, Bubanović, Simović...
Nakon "Lutkice", u pokretu šezdesetih godina u kojem su dizajneri počeli realizirati svoje filmove kao režiseri, često i kao scenaristi, Bordo je nastavio raditi svoje tzv. totalne autorske filmove, koji su odmah počeli skupljati priznanja u zemlji i svijetu. Pored šezdesetak pojedinačnih nagrada za filmove,  primio je preko dvadeset nagrada i priznanja za živorno djelo na području animiranog filma u zemlji i inozemstvu, među kojima:
Premio alla Carriera - Antennacinema - Treviso, Italija (povodom 100-godišnjice svjetske kinematografije), 1995.                                                                                                                          Nagrada za životno djelo - Sidewalk Moving Festival - Birmingham, Alabama, 2000.;
Nagrada za životno djelo - Međunarodni filmski festival Motovun, Hrvatska, 2001.                                                                        Grb grada Osijeka za životno djelo na području kulture, 2002.                                                                              
Nagrada za životni djelo "Vladimir Nazor", Zagreb, 2003.                                                            
Plaketa Jugoslavenske filmoteke za doprinos filmskoj umjetnosti, Beograd, 2004.                
Status gostujućeg profesora i savjetnika za animacijsko obrazovanje pokrajine Jiling - Changchun, PR Kina, 2006.                                                                                                      Diploma Uralske Umjetničke Akademije za izuzetno pedagoško djelovanje - Međunarodni    filmski festival, Ekaterinburg, Rusija, 2007.                                                                                       ASIFA, Međunarodna asocijacija animiranog filma, 
Nagrada za životno djelo - Cinanima, Espinho, Portugal, 2011.                                                                                                       Nagrada "Zlatni Oktavijan" za životno djelo Hrvatskih filmskih kritičara, Zagreb, 2014.  
Nagrada za životno djelo Međunarodnog festivala animiranih filmova Zagreb, 2017.
Njegov film "Znatiželja" na Festivalu u Annecyju 2000. pod naslovom "Jewels of a Century" uvršten je među 84 najboljih animiranih filmova u povijesti.
Prikazao je retrospektive svojih filmova u sljedećim gradovima: Paris (Cinematheque Francaise), Lucca, Kijev, Moskva, Jerevan, Varna, Barcelona, Prag, Bratislava, Ramper Ottawa, Montreal, New York (Museum if Modern Art), 5 cities at the USA Tour, Hiroshima, KROK (Ukrajina), Kecskemet, Birmingham (USA), Ljubljana, Porto, Čačak, Bruxelles, Genzano di Roma, Ancona, Goeteborg, Isfahan, Teheran, Espinho, Hangzhou, Peking, Banjaluka, Zagreb... Posebno su njegovi filmovi prikazivani diljem svijeta u okviru reptrospektiva Zagrebačke škole animiranog filma.
Od 1976. član je žirija i selekcijskih komisija na međunarodnim filmskim festivalima:  Ottawa, Lucca, Moskva, Zagreb, Varna (Bugarska), KROK (Ukrajina), Hiroshima, Annecy, Espinho, Krakov, Kecskemet, Birmingham (USA), Banjaluka, Lucca, Genzano di Roma, Guardiagrele (Italija), te Peking, Changchun. Changzhou, Hangzhou i Xiamen (PR Kina), Teheran i Hamadan (Iran)...  
1983. objavio je knjigu "Škola crtanog filma", koja je prevedena na nekoliko stranih jezika, a na praškoj Filmskoj akademiji od 1985.g. službeni je udžbenik za uvod u animaciju.
Od osnivanja 1972.g. u vodećim je tijelima zagrebačkog Animafesta, Međunarodnog festivala animiranih filmova, da bi od 1985. do 1992. bio njegov direktor.                                            Od 1976. član je Izvršnog odbora ASIFE, Međunarodne asocijacije animiranog filma, a od 1994. do 2000. njen generalni sekretar.

### Nagrade
Među brojnim nagradama i priznanjima, dobio je nagrade za životno djelo u području animacije:  u Trevisu (Italija) povodom stogodišnjice svjetske kinematografije, u Birminghamu (Alabama, SAD), na Festivala Balkanima u Beogradu. 2006., na Sveučilištu umjetnosti u Changchunu (Kina) izabran za gostujućeg profesora i savjetnika za razvoj animiranog filma u pokrajini Jilin. Imao je svoje retrospektive u Parizu (Cinematheque Francaise), Lucci, Moskvi, Erevanu, Varni, Barceloni, Pragu, Bratislavi, Tamperu, Ottawi, Montrealu (Cinematheque quebecoise), Kijevu, New Yorku (Museum of Modern Art)...
2011. godine dobio je nagradu Andrija Maurović za životno djelo na području hrvatskog stripa, a nagradu dodjeljuje udruga Art 9.
Na vinkovačkom salonu stripa održanom u studenom 2011. isto je dobio nagradu za životno djelo za rad na stripu.
Gradska skupština Grada Zagreba imenovala je 2024. godine park u gradskoj četvrti Trešnjevka – sjever po Borivoju Dovnikoviću.

### Filmografija
- LUTKICA, 1961, režija scenarij animator
- SLUČAJ OPAKOG MIŠA ( SERIJA : SLUČAJEVA ), 1961, režija
- OTETI KONJ ( SERIJA: INSPEKTOR MASKA ), 1962, animator
- OLE TORERO ( SERIJA: INSPEKTOR MASKA ), 1963, režija, animator
- BEZ NASLOVA, 1964, režija, scenarij, animator
- CEREMONIJA, 1965, režija, scenarij, animator
- KOSTIMIRANI RANDEZ-VOUS, 1965, režija, animator, scenarij
- MUZIKALNO PRASE, 1965, scenarij
- ZNATIŽELJA, 1966, režija, animator, scenarij
- ČOVJEK I NJEGOV SVIJET, 1967, režija, scenarij, animator
- IZUMITELJ CIPELA prvi film serije PROF. BALTAZAR), 1967, scenarij
- KREK, 1967, režija, scenarij, animator
- ČUDNA PTICA, 1969, režija, scenarij (koprodukcija u Moskvi)
- ORATOR ( MINI ), 1969, scenarij,režija
- LIBERATOR ( MINI ), 1971, režija, scenarij, animator
- LJUBITELJI CVIJEĆA, 1971, režija, scenarij, animator
- MANEVRI, 1971, režija, scenarij
- ŠPICA : ANIMAFEST ZAGREB 1972, 1972, režija, scenarij
- PUTNIK DRUGOG RAZREDA, 1973, režija, scenarij, animator
- N. N., 1977, režija, scenarij, animator
- ŠKOLA HODANJA, 1978, režija, scenarij, animator
- DANI KULTURE (ŠPICA), 1980, režija, scenarij
- BIJELA PRIČA, 1981, režija, scenarij, animator
- DVA MIŠA, 1981, režija, scenarij, animator
- TVRDOGLAVO MAČE, 1981, režija, scenarij, animator
- JEDAN DAN ŽIVOTA, 1982, režija, scenarij, animator
- DVA ŽIVOTA, 1988, režija, scenarij, animator
- UZBUDLJIVA LJUBAVNA PRIČA, 1989, režija, scenarij, animator
- SPAS U ZADNJI ČAS, 1995, režija, scenarij, animator
- ŠPICA : ANIMAFEST ZAGREB 2004, 2004, režija, scenarij
- TIŠINA, 2009, režija, scenarij, animator

## Vanjske poveznice
- https://web.archive.org/web/20170426210657/http://www.zagrebfilm.hr/zs_autori.asp